# Wilbur Sweatman
Wilbur C. Sweatman (Brunswick (Missouri), 7 februari 1882 – New York, 9 maart 1961) was een Amerikaanse jazzklarinettist en orkestleider.

## Biografie
Wilbur Sweatman begon zijn muziekcarrière in een circusband, voordat hij rond 1902 zijn pseudo-symfonieorkesten en -dansbands leidde. Aanvankelijk was de band van Sweatman een ragtime-band, maar met de komst van jazz wist hij het repertoire en de manier van spelen te veranderen. Hij werd de eerste Afro-Amerikaanse orkestleider in de jazz die opnam.
In december 1916 nam hij ook zijn Down Home Rag op voor Emerson Records, dat wordt beschouwd als een van de eerste jazzopnamen op vinyl. Vanwege het succes van bands zoals de Original Dixieland Jazz Band en het Original Creole Orchestra, veranderde Sweatman de stijl en de bezetting in 1917. In april 1917 werd hij door het Franse Pathé Records met zijn nieuw gevormde jassband naar de studio uitgenodigd om zes nummers op te nemen die nog steeds dicht bij de ragtime waren, maar (vooral in de nummers A Bag of Rags en Joe Turner Blues) geïmproviseerde delen van de klarinettist Sweatman bevatten. Tussen 1918 en 1920 haalde Columbia Records hem binnen voor verdere opnamen. Hij is belangrijk voor de blijvende indruk die hij en zijn band achterlieten op de jonge Duke Ellington. Sweatman was dus praktisch een voorbeeld voor de later grootste van alle bigband-leiders van jazz. Met kunststukjes zoals het spelen van drie klarinetten tegelijk, was hij misschien een voorbeeld voor Rahsaan Roland Kirk.

## Overlijden
Wilbur Sweatman overleed in maart 1961 op 78-jarige leeftijd.

## Discografie
- 1918: Everybody's Crazy 'Bout the Doggone Blues
- 1918: Indianola
- 1921: A Good Man Is Hard to Find
- 1919: I'll Say She Does
- 1919: Slide, Kelly, Slide